# Alerame Traversagni
Alerame Traversagni (fl. XV secolo) è stato uno storico italiano.

## Biografia
La famiglia del Traversagni diede i natali ad importanti umanisti come Giovanni Antonio e Lorenzo Guglielmo.
Egli fu autore nel 1455 di una versione in lingua volgare, specificatemente in lingua ligure, della vita di santa Elisabetta d'Ungheria, il Legenda de Sancta Elizabet.
Rispetto ad altre versioni della vita della santa, Traversagni si concentra maggiormente sugli episodi storicamente accertati, dando alla sua opera una veste più biografica storica che agiografica.

## Opere
- Legenda de Sancta Elizabet, 1455